# Gharra
Als Gharra bezeichnet man die im Winter auftretenden Gewitterböen im Gebiet der Großen Syrte (Libyen). Diese plötzlichen aus Nordosten kommenden, starken Gewitterböen treten häufig auf.
Siehe auch: Liste der Winde und Windsysteme.